# Daganat
A rosszindulatú daganatokkal kapcsolatban lásd még: rák.
A daganat, tumor (lat tumor ’daganat’ < tumere ’hízik’, ’dagad’) vagy neoplázia (lat neoplasia ’új képződmény' < gör νέος neosz, neo- ’új’ + gör πλάσσειν plasszein ’formál’, ’alakít’) a szervezet megváltozott sejtjeinek előrehaladó (progresszív), visszafordíthatatlan (irreverzibilis) burjánzásából származó körülírt szövetszaporulat, amelynek növekedése a kiváltó tényezők megszűnése után is tovább tart és viszonylag független a szervezet szabályozó mechanizmusától. A daganat lehet rosszindulatú (malignus) vagy jóindulatú (benignus).
A tumor kifejezés szó szerint „duzzanatot” jelent, és időnként ebben az értelemben használatos; így például egyike a gyulladás öt klasszikus tünetének, ez azonban reaktív szövetszaporulat, így az ok megszűnésével visszafejlődik.

## A daganatok típusai: malignus illetve benignus
A hámeredetű rosszindulatú daganat (malignus tumorok) (malignoma) magyar gyűjtőneve a rák (carcinoma), a laikus nyelv azonban rendszerint (ugyan helytelenül) minden rosszindulatú szövetszaporulatra ezt a kifejezést használja. (Az izom-, kötő- és támasztószövetekből kiinduló daganatok elnevezése: szarkóma (sarcoma). Az idegrendszer daganatai pedig részben külön kategóriát képeznek.) A rosszindulatú daganatok általános jellemzője, hogy képesek beszűrni és károsítani a környező szöveteket (terjedés a környezetben, szakkifejezéssel lokoregionális invázió) illetve távoli áttéteket (metastasis) képezhetnek. A jóindulatú tumorok esetében sem az invazivitás, sem az áttétképződés nem jellemző, habár helyileg igen jelentős növekedést érnek el, ugyan általában hosszabb idő alatt, mint a rosszindulatú elváltozások, de tünettani hatásban a test egyes kitüntetett pontjain ugyanolyan káros következményekkel járhat, mint egy rosszindulatú szövetszaporulat (például az agyalapi mirigy jóindulatú daganata a közvetlen közelben elhelyezkedő látóideg-kereszteződést nyomva látótérkiesési tünetekkel járhat). A jóindulatú daganatok kiújulásának esélye a teljes sebészi eltávolítás után jóval kisebb, mint a malignus elváltozások esetében.
Egy hámeredetű daganat invazívitásának első jele, ha a helyi terjedés során túljut a hámszövet alapi hártyáján (lamina basalis), a basalis laminát át nem törő, de malignus sejtszintű elváltozásokat mutató szövetszaporulatot in situ carcinomának nevezik. Az életkor előrehaladtával az örökítőanyagban DNS egyre több öröklődő változás mutáció halmozódik fel, elsődlegesen a sejtosztódás lényegi részét képező lépés, az örökítőanyag megkettőződése (replikáció) során létrejövő „másolási hibák” miatt, illetve az ezek korrigálását végző javítómechanizmusok működési zavarai kapcsán. Ez a magyarázata részben az egyes daganatok (és ezen belül is inkább a rosszindulatú szövettani típusok) életkorral növekvő előfordulására (prevalencia). Így például egy 20 év körüli nő emlőjében tapintható csomó az esetek jelentős részében egy benignus elváltozás, de 70 éves korban már gyakrabban igazolódik az elváltozás rosszindulatúsága.
Az anaplasia kifejezés a tumor szövettani besorolásával kapcsolatos. Az anaplasztikus tumorok ún. alacsonyan differenciált elváltozások (sejtes differenciáció), ami azt jelenti, hogy a daganatsejtek érésük korai stádiumában vannak, nem mutatják az adott érett hámszövettípus alaki és működésbeli jellegzetességeit. Az anaplasztikus elváltozások rendszerint malignusak, egy malignus elváltozás azonban nem minden esetben anaplasztikus.

## A daganatok szövettani típusai
A táblázat a BNO-O kódmegjelöléseit tartalmazza.
| Kiindulási szövetféleség | Sejttípus                                     | Példa a benignus tumorra                            | Példa a malignus tumorra                                         |
| Hámszövet                | (8050-8080) laphám                            | laphám-papillóma (8052/0)                           | laphám-karcinóma (8070/3)                                        |
| ---                      | (8090-8110) bazális sejtek (bőrben)           | bazálsejtes tumor (8090/1)                          | bazálsejtes karcinóma (8090-8097)                                |
| ---                      | (8120-8130) átmeneti hám                      | átmeneti hám-papillóma (8120-8121)                  | átmeneti hám-karcinóma (8120-8130)                               |
| ---                      | (8140-8380) mirigyhám                         | adenóma (8140-8380, és mások)                       | adenokarcinóma (8140-8380, és mások)                             |
| ---                      | G-sejtek                                      | gasztrinóma (8153/1)                                | malignus gasztrinóma (8153/3)                                    |
| ---                      | epevezetékek hámszövete                       | cholangiocellularis adenoma (8160-8161)             | cholangiocellularis carcinoma (8160-8161)                        |
| ---                      | májsejtek                                     | hepatocellularis adenoma (8170/0)                   | hepatocellularis carcinoma (8170-8180)                           |
| ---                      | Vesecsatornácskák hámja (vese)                | (renalis tubularis adenoma, oncocytoma) (8290/0)    | vesesejtes carcinoma (Grawitz-tumor) (8312/3)                    |
| ---                      | melanociták                                   | glomus-tumor (8711/0) melanocitás anyajegy (8720/0) | melanoma malignum (8720-8761)                                    |
| Kötőszövet               | (8050-8080) Embrionális kötőszövet            |                                                     |                                                                  |
| ---                      | szívváz                                       | myxoma (8840/0)                                     | myxosarcoma (8840/3)                                             |
| ---                      | (8850-8880) zsírszövet                        | lipoma (8850-8862)                                  | liposarcoma (8851-8858)                                          |
| ---                      | (8890-8920) simaizom                          | leiomyoma (8890-8898)                               | leiomyosarcoma (8890-8896)                                       |
| ---                      | vázizom                                       | rhabdomyoma (8900-8905)                             | rhabdomyosarcoma (8900-8921)                                     |
| ---                      | csírasejtek                                   | benignus teratoma (9080/0)                          | malignus teratoma (9080/3)                                       |
| ---                      | (9120-9160) vérerek                           | haemangioma (9120-9142)                             | haemangiosarcoma (9120) Kaposi-szarkóma (9140)                   |
| ---                      | (9170-9179) nyirokerek                        | lymphangioma (9170-9175)                            | lymphangiosarcoma (9170/3)                                       |
| ---                      | (9180-9210) csont                             | osteoma (9180-9200)                                 | osteosarcoma (9180-9182) (osteogenicus sarcoma)                  |
| ---                      | (9220-9241) porc                              | chondroma (9220-9221)                               | chondrosarcoma (9220-9241)                                       |
| ---                      | (9530-9539) agyhártyák                        | meningeoma (9530-9538)                              | malignus meningeoma (9530/3)                                     |
| (9590-9999) vérsejtek    | (9590-9979) limfoid sejtek                    | ---                                                 | nem-Hodgkin limfóma (9591, 9596) Hodgkin-limfóma (9650/3-9667/3) |
| ---                      | (9800-9809) hematopoietikus (vérképző) sejtek | ---                                                 | leukémia (9800-9940)                                             |

Lásd még: Szövet (biológia).
Thumore EQ2 vagy Tumor EQ2 vérvizsgálat során a vett vérből meghatározható, hogy a daganat milyen mennyiségben van jelen a szervezetben. Magyarországon egyelőre kísérleti stádiumban van, ezt a vizsgálatot csak nagyon indokolt esetben végzik.
Például amikor a Tumormarker (rákjelző) eredménye negatív, de feltételezhetően a szervezetben mégis jelen van a daganatos elváltozás.

## Okok
Az örökítőanyag DNS mutációi, amelyek lehetővé teszik a tumorok számára a sejtciklus szabályozása alóli kikerülést, és a szervezettől független, korlátlan szaporodást. A mutációk aktiválhatnak illetve kikapcsolhatnak olyan géneket, amelyek a sejtciklus irányításában nélkülözhetetlenek (onkogének, illetve tumor-szuppresszor gének) és ez megteremti a lehetőséget a tumor kialakulására. A sejt rendelkezik bizonyos DNS-javító mechanizmusokkal, illetve a súlyos károsodások esetére "önmegsemmisítő" mechanizmusokkal (apoptózis); ezen programok genetikai vezérlései is gyakran károsodnak a daganatokra jellemző mutációk kapcsán. Mindazonáltal ritka, hogy egyetlen mutáció elégséges legyen a daganat kialakulásához, általában a DNS károsodása számos gént érint.
Az ún. mikrorácsozat "(DNA microarray)" technika az daganatkeltő (onkogenek) illetve a tumor-szuppresszor gének expressziós változásai nyomon követésére alkalmas, ami a pontos diagnózis kialakításához fontos, és ezáltal a terápia célzottabbá válhat.

### Magyar nyelvű külső linkek
- Együtt a Leukémiás Gyermekekért Alapítvány
- Daganatos megbetegedések – webbeteg.hu
- Tumoros megbetegedések – drimmun.com
- Medichelp Archiválva 2021. szeptember 3-i dátummal a Wayback Machine-ben
- www.daganatok.hu
- Daganatterápia.lap.hu
- Startlap a rákos megbetegedésekről
- Országos Onkológiai Intézet Archiválva 2008. december 24-i dátummal a Wayback Machine-ben
- Magyar Klinikai Onkológiai Társaság
- Magyar Rákellenes Liga
- Onkopszichológia
- Ewing-kór a young korban
- Vastagbélrák szűrése
- Rákkutatás.lap.hu – link-gyűjtemény